# Boissy-le-Cutté
Boissy-le-Cutté is een gemeente in het Franse departement Essonne (regio Île-de-France) en telt 1200 inwoners (1999). De plaats maakt deel uit van het arrondissement Étampes.

## Geografie
De oppervlakte van Boissy-le-Cutté bedraagt 4,6 km², de bevolkingsdichtheid is 260,9 inwoners per km².
De onderstaande kaart toont de ligging van Boissy-le-Cutté met de belangrijkste infrastructuur en aangrenzende gemeenten.

## Demografie
Onderstaande figuur toont het verloop van het inwonertal (bron: INSEE-tellingen).